# Richard Galliano
Richard Galliano (Cannes, 1950. december 12. –) francia harmonikás.

## Pályakép
Galliano Bachot, Vivaldit, Piazzollát, Piaf dalokat és dzsesszt egyaránt játszik. A francia harmonikaművész zenei érdeklődése a mindenevőé. Játszik európai népzenét, továbbá 20. századi francia szalonzenét is, mindezt a dzsessz eszközeivel ötvözte, szabad improvizációkkal. Nála a zenei határok szinte teljesen el vannak mosva.

## Lemezek
- 1979 Joue Ravel & Debussy
- 1982 Galliano/Capon/Perrin
- 1985 Spleen
- 1990 Panamanhattan Ron Carterrel
- 1991 Flying The Coops Jimmy Gourley-val
- 1991 New Musette
- 1992 Solo In Finland
- 1992 Blues Sur Seine Jean Charles Caponnal
- 1993 Viaggio Bireli Lagrene, Pierre Michelot és Charles Bellonzi
- 1992 Coloriage Gabriele Mirabassival
- 1995 Laurita
- 1996 Blow Up Michel Portallal
- 1996 New York Tango
- 1998 French Touch
- 1998 Passatori con i Solisti Dell'Orchestra Della Toscana
- 1998 Tchaïkovski Concerto N°1 Pour Piano Orchestre
- 1999 CD Box Inédits solo, duo e trio
- 2001 Face To Face Eddy Louiss-szal
- 2001 Gallianissimo! The Best Of
- 2001-2003 Concerts (Michel Portal)
- 2003 Piazzolla Forever
- 2004 Tango Forever Live
- 2004 Ruby My Dear
- 2006 Solo
- 2007 Luz Negra
- 2007 Solo
- 2007 Live In Marciac 2006 és a Tangaria Quartet
- 2007 L'Hymne A L'Amour Gary Burton, George Mraz és Clarence Penn
- 2008 Mare nostrum con Paolo Fresu e Jan Lundgren
- 2008 Ten Years Ago és a Brussels Jazz Orchestra
- 2013 Vivaldi, Quattro stagioni (per fisarmonica e quint. d'archi)
- 2016 Mozart, Richard Galliano plays Mozart - Galliano, Deutsche Grammophon

### Chet Bakerrel
- 1980 Chet Baker Meets Novos Tempos Salsamba
- 1999 Chet Baker and The Boto Brazilian Quartet

## Díjak
- Ordre des Arts et des Lettres
- Officier des Arts et des Lettres
- Francia Köztársaság Nemzeti Érdemrendjének tisztje